# 豪特兰
豪特兰（荷兰语，荷蘭語發音：[ˈɦʌutlɑnt] ⓘ，法語發音：[utlɑ̃d]；荷兰语意为“树木之地”）是法国和比利时的一个地区，是韦斯特胡克、法國法蘭德斯和比利时东佛兰德省的一部分。

## 市镇
位于豪特兰的法国市镇如下：阿尔内克、巴约勒、巴万科沃、布拉兰盖姆、博斯凯普、博勒泽勒、比斯克尔、卡塞勒、埃克、埃斯凯尔贝克、戈德瓦尔斯费尔德、阿尔迪福尔、阿兹布鲁克、乌特凯尔克、勒德兰盖姆、莫尔贝克、诺尔佩讷、奥克特泽勒、乌德泽勒、奥克瑟拉尔、勒内斯屈尔、吕布鲁克、圣西尔韦斯特卡佩勒、圣玛丽卡佩勒、斯滕贝克、斯滕福德、泰尔德盖姆、蒂耶讷、沃尔克兰科沃、瓦特、韦马尔卡佩勒、维讷泽勒、沃尔穆特、泽尔默泽勒、聚伊佩讷……